# C-31
La C-31, o Eix Costaner, és una carretera sota gestió de la Generalitat de Catalunya que uneix el Vendrell i Figueres fent un total de 249 km en cinc trams discontinus.

## Primer tram: El Vendrell-Vilanova i la Geltrú
El trajecte comença al Vendrell, però el primer punt quilomètric és el 131; i seguint la costa entra al Garraf i es dirigeix a la C-32 a l'altura de Vilanova i la Geltrú

## Segon tram: Sitges-Sitges (Massís del Garraf)
Comença a la sortida de la C-32 a l'altura de Sitges, continua serpentejant per la costa del Massís del Garraf (Costes del Garraf) i just després de la rotonda existent sobre els túnels del Garraf (C-32) torna a connectar amb la C-32, a les Botigues de Sitges.

## Tercer tram: Castelldefels - Barcelona
Des de Castelldefels es dirigeix cap a Barcelona convertida en una carretera de doble calçada fins a Viladecans (enllaç de les Filipines) des de
 en passar a ser autovia fins al límit del terme municipal entre l'Hospitalet i Barcelona.
Aquest tram ha tingut dues grans actuacions recents: el desviament produït per la construcció de la Terminal 1 i la tercera pista, amb el Pla Director Barcelona, i amb el soterrament de la calçada central a l'Hospitalet.

## Quart tram: Barcelona-Montgat

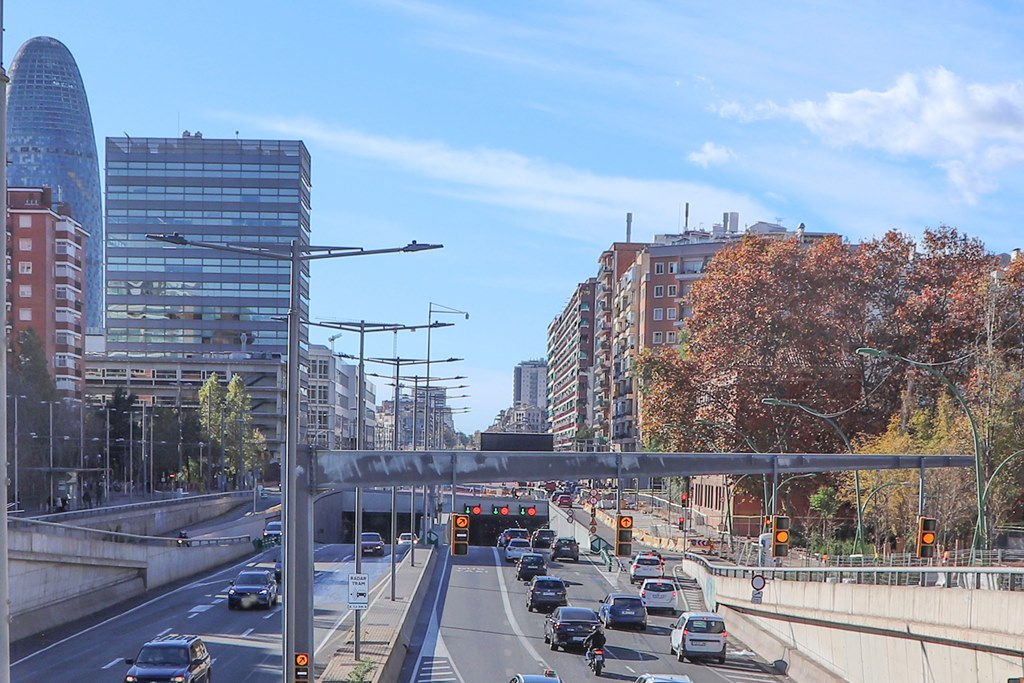
Els túnels de les Glòries Catalanes

Comença als túnels de les Glòries Catalanes i es dirigeix en forma d'autopista a Badalona i posteriorment a la unió amb la B-20 a l'altura de Montgat, on es converteix en la C-32.

### C-31D

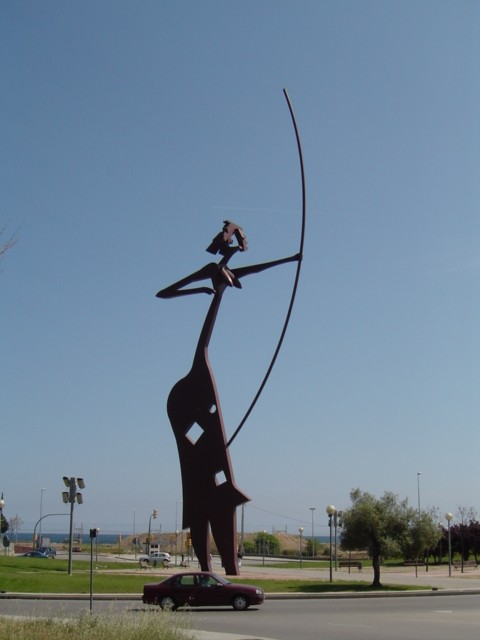
Fi de la S-31D, a Laia l'arquera

La C-31D o Ramal sud de Mataró és una via ràpida que comunica la C-32 des de Cabrera de Mar fins a Mataró, connectant amb la N-II. El recorregut és de tan sols tres kilòmetres, amb diverses sortides. Travessa principalment el polígon del Pla d'en Boet (Mataró) i el del Cros (Cabrera de Mar).
- Inici: C-32, Sortida Mataró Sud.
- Sortida 1: Antic Camí del Mig.
- Pont sobre la carretera d'Argentona.
- Sortida 2: Polígon Pla d'en Boet.
- Fi: Laia l'arquera N-II.

## Cinquè tram: Santa Cristina d'Aro-Figueres
Aquest és el tram més llarg, amb 70 quilòmetres, en el qual fa de variant de Santa Cristina d'Aro, Sant Feliu de Guíxols, Platja d'Aro, Sant Antoni de Calonge, Palamós i Palafrugell, on acaba el desdoblament. D'aquí es dirigeix a Torroella de Montgrí passant per Regencós i Pals amb un carril per a cada sentit de circulació. Després passa per Verges on gira en direcció sud-nord fins a Vilacolum, i finalment en direcció sud-est - nord-oest per acabar a la N-IIa, prop de Figueres. Durant el 2009 hi hagué treballs d'ampliació de la calçada que implicaven la modificació del traçat del tram entre la Tallada d'Empordà i Torroella de Fluvià criticada per entitats ecologistes i defensada pels alcaldes de la zona afectada i Joaquim Nadal i Farreras, Conseller de Política Territorial i Obres Públiques

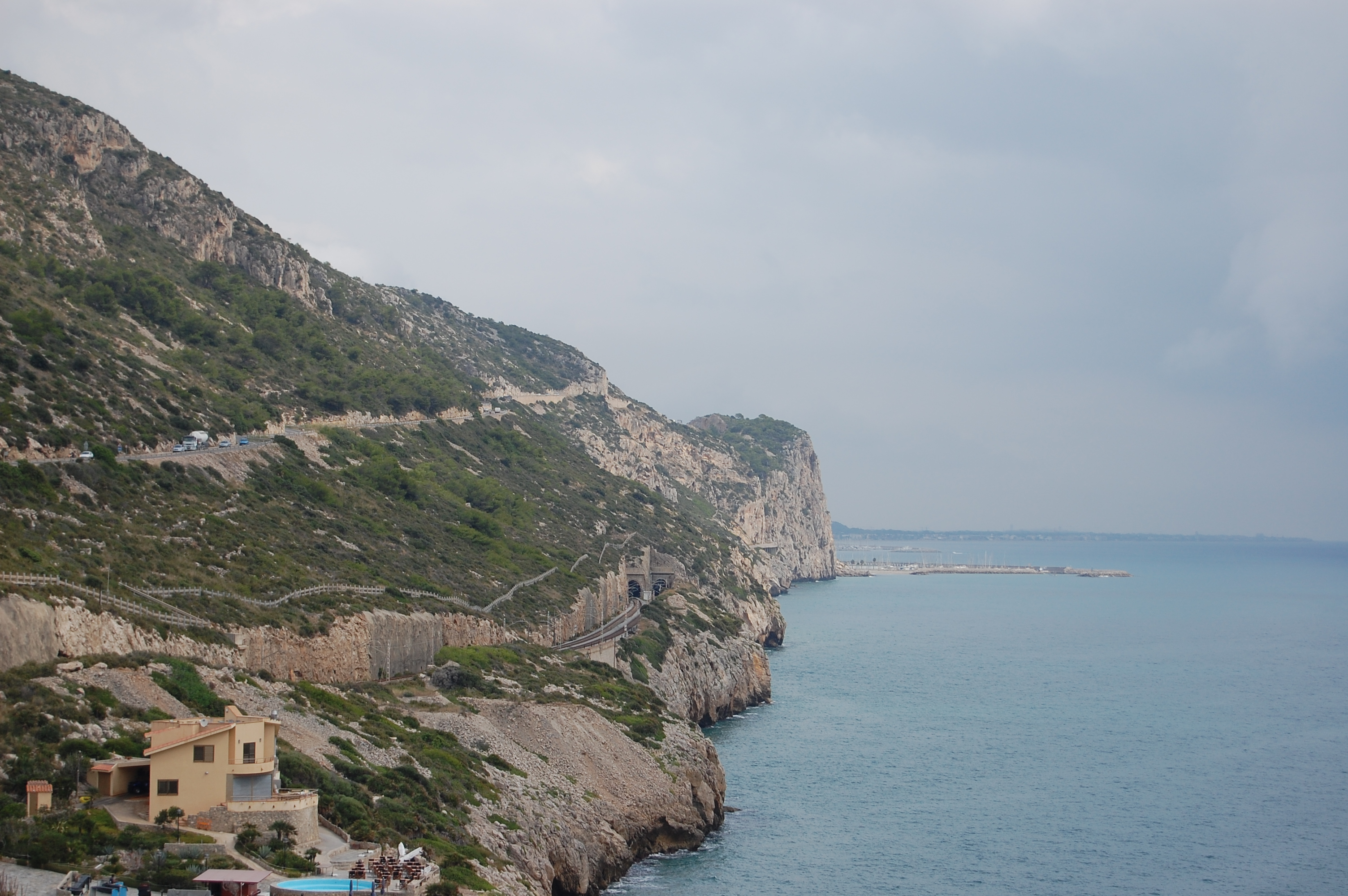
Carretera C-31 vista des de Sitges
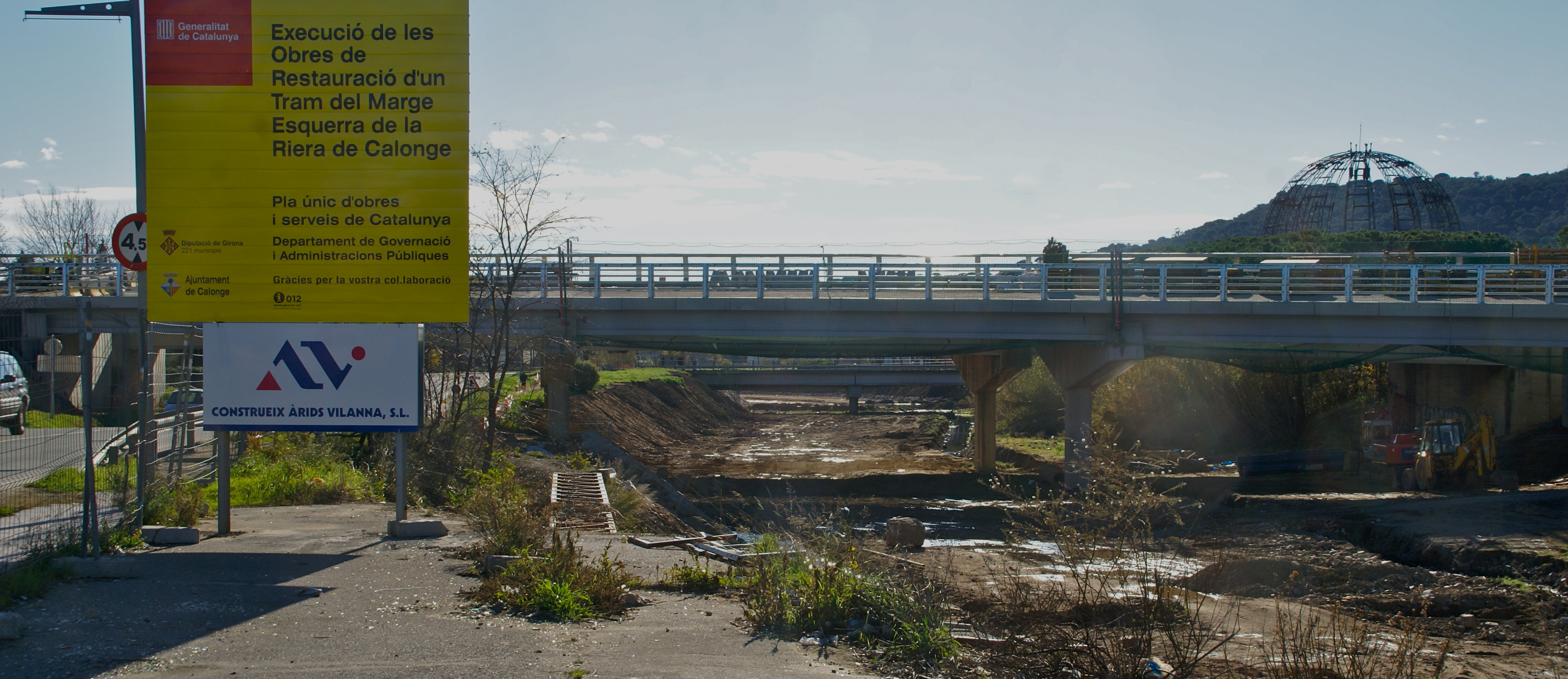
Desdoblament del pont de la C-31 a la Riera de Calonge